# Gribedli

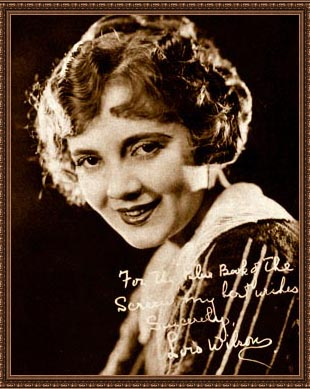
Mosolygó arcon megjelenő gribedlik

Gribedli avagy mosolygödör, avagy bájgödör, az arcon vagy állon lévő gödröcske. A szó többféle alakban ismert: griberli, gribli, de hívják grüberlinek is. A német eredetű szó töve a gödör jelentésű grube, ami a graben, grub (ás) igéből származik. 
A Bakos Ferenc által szerkesztett Idegen szavak és kifejezések szótára (Akadémiai Kiadó, Bp., 1972) a  griberli, gribli és grüberli alakot tünteti fel. A grübedli a grüberli alakváltozata, amely a -dli végű egyéb bajor-osztrák eredetű szavak, pl. nudli, mándli hatására keletkezett, vö. pl. stamperli~stampedli, hecserli~hecsedli, hokerli~hokedli.
Egyes embereknél - különösen a férfiaknál - a grübedli nem az arcon, hanem az állon jelenik meg. Az olyan állat, melyen gödröcske található, horpadt állnak is nevezik. A horpadt áll vágata, árka vagy gödre nem a bőr-, hanem az állcsont közepének a bemélyedése, melyet valószínűleg az állcsont alsó része jobb- és balfelének tökéletlen összeforrása okoz (még embrionális állapotban).
A néphiedelem úgy tartja, hogy az asszony állán található gribedli különös testjel, mely boszorkányságról, bűverőről árulkodik.
Napjainkban lehetséges a  gödröcskék plasztikai úton történő létrehozása.

## Irodalmi vonatkozások
A műveletlenség hihetetlen fokú. "Ezzel a két szememmel láttam egy ötödéves orvosnövendék látleletén a máj és a fájdalom szót így írva: "mály", "fálydalom". - Saját lakása van már, saját autó. "És menyasszony?" - kérdi Flóra. "Az még nincs." Pedig igen jó arcú férfi (még "grüberli" is villog a gyermekes arcán), s lám, művelt és szorgalmas is. Kikísérve: dől a hó, az egész napi eső után. Az autó megreked. Végül Dezső, Gyuszi s annak egy barátja jön ki, hogy kitolják a kis gödörből, ahol a hátsó kerék tehetetlenül forgott.